# Nocticanace pacifera
Nocticanace pacifera är en tvåvingeart som beskrevs av Mitsuhiro Sasakawa 1955. Nocticanace pacifera ingår i släktet Nocticanace och familjen Canacidae. Inga underarter finns listade i Catalogue of Life.